# José Mari Bakero
José María Bakero Escudero (* 11. Februar 1963 in Goizueta) ist ein ehemaliger spanischer Fußballspieler und aktueller -trainer.
José Mari Bakero ist einer der erfolgreichsten Spieler der spanischen Fußballgeschichte. Er bestritt für Real Sociedad und den FC Barcelona zusammen 483 Ligaspiele und erzielte 139 Tore. Der Baske steht damit auf Rang 8 der Spieler mit den meisten Einsätzen in der Primera División. Als Mittelfeldspieler holte er mit beiden Vereinen zahlreiche Titel. Zudem nahm er mit der spanischen Nationalmannschaft an mehreren großen Turnieren teil.

## Spielerkarriere

### Real Sociedad
Im Jahr 1980, mit nur 17 Jahren, begann José Mari Bakero seine Karriere beim baskischen Traditionsclub Real Sociedad San Sebastián. Zunächst spielte er als Stürmer, später jedoch vor allem als offensiver Mittelfeldspieler. In den acht Jahren, in denen er in San Sebastián spielte, holte er mit seiner Mannschaft zwei vollkommen unerwartete Meisterschaften (1981, 1982), einen spanischen Superpokal (1982) und einen spanischen Pokal im Jahre 1987. In seiner Zeit bei Real Sociedad, für das er 223 Spiele bestritt, entwickelte er sich zu einem der besten Mittelfeldspieler der Liga.

### FC Barcelona
Im Sommer 1988 folgte der Wechsel zum Topklub FC Barcelona und obwohl er bereits acht Jahre im Profigeschäft war und einige Titel gewinnen konnte, war er immer noch sehr jung, als er mit 25 Jahren zu den „Blaugrana“ kam. In der Mannschaft von Johan Cruyff spielte er mit einigen anderen baskischen Spielern (Txiki Begiristain, López Rekarte, Julio Salinas) zusammen. Damit war er Teil des „Dream Teams“ des FC Barcelona, das teilweise die Gegner vorführte und Anfang der 90er klar dominierte und fünf europäische Finalspiele bestritt. Im Europapokal der Landesmeister 1991/92 ebnete er seiner Mannschaft in der 2. Runde des Turniers mit dem 3:1-Treffer im Rückspiel beim 1. FC Kaiserslautern, der erst in der Nachspielzeit fiel, den Weg in die Gruppenphase und später nach Wembley. Dort schlug Barcelona im Finale des Turniers Sampdoria Genua mit 1:0 und war damit Europapokalsieger der Landesmeister.
13 Titel standen am Ende seiner Zeit beim großen FC Barcelona für Bakero zu Buche. 1997 verließ er den Klub, um seine Karriere in Mexiko bei CD Veracruz ausklingen zu lassen. Der Aufenthalt war bereits nach einem halben Jahr vorbei, da er sich in der Liga nicht zurechtfand.

### International
Für die spanische Nationalmannschaft bestritt er 30 Spiele, in denen er siebenmal traf. Sein erstes Spiel absolvierte er am 14. Oktober 1987 beim 2:0 gegen Österreich. Er nahm an drei Endrunden teil: an der EM 1988 in Deutschland, an der WM 1990 in Italien und an der WM 1994 in den USA.

## Trainerlaufbahn
Seinen ersten Posten als Cheftrainer übte er im Sommer 1999 beim Puebla FC aus, den er während der ersten acht Spiele im Sommerturnier 1999 der mexikanischen Primera División betreute. Danach war Bakero zeitweise im Trainerstab des FC Barcelona unter Louis van Gaal tätig. Sein erstes Amt als Cheftrainer in Spanien übernahm er während der Saison 2004/05 als Nachfolger von Antonio Tapia bei der zweiten Mannschaft des FC Málaga. Er konnte den Klassenerhalt in der Segunda División erreichen.
Nach der Saison, im August 2005, übernahm er das Amt des Sportdirektors bei Real Sociedad. Im März 2006 wurde er zum Cheftrainer des baskischen Erstligisten ernannt. Nachdem er nur 2 von möglichen 21 Punkten aus den ersten sieben Saisonspielen erreicht hatte, wurde er jedoch im Oktober desselben Jahres entlassen.
Ab Ende 2007 arbeitete er als Co-Trainer beim FC Valencia im Trainerstab des Holländers Ronald Koeman. Nach dessen Entlassung im April 2008, bei der der gesamte Trainerstab aufgelöst wurde, musste Bakero ebenfalls den Verein verlassen. Mitte November 2009 unterschrieb er einen Vertrag beim polnischen Erstligisten Polonia Warschau. Nachdem er von Polonia am Anfang der Saison 2010/11 entlassen worden war, unterschrieb er einen Vertrag bei Lech Posen. Dort wurde er am 24. Februar 2012 nach einer 0:3-Niederlage im Spiel gegen Ruch Chorzów entlassen.

## Titel
Real Sociedad:
- Spanische Meisterschaft: 1981, 1982
- Spanischer Superpokal: 1982
- Spanischer Pokal: 1987

FC Barcelona:
- Spanische Meisterschaft: 1991, 1992, 1993, 1994
- Spanischer Pokal: 1990
- Spanischer Superpokal: 1991, 1992, 1994, 1996
- Europapokal der Landesmeister: 1992
- Europapokal der Pokalsieger: 1989, 1997
- UEFA Super Cup: 1992

Nationalmannschaft:
- WM-Teilnahme: 1990 (1 Einsatz), 1994 (4 Einsätze)
- EM-Teilnahme: 1988 (3 Einsätze)